# Frédéric Passy
Pour les articles homonymes, voir Passy.
Frédéric Passy, né le 20 mai 1822 à Paris et mort le 12 juin 1912 à Neuilly-sur-Seine, est un économiste et homme politique français. Membre de l'Institut et lauréat du prix Nobel de la paix, il a consacré sa vie à l'idéal pacifiste et a diffusé des idées féministes, abolitionnistes, sociales et libérales.

## Biographie
Issu d'une famille qui s'est illustrée dans la politique et les sciences, Frédéric Passy étudie au lycée Louis-le-Grand en 1833 puis au lycée Bourbon, il s'oriente ensuite vers des études de juriste et est licencié. Il devient un temps auditeur au Conseil d'État avant d'entamer une carrière de journaliste. Il se marie à Marie-Blanche Sageret. Il se rend acquéreur en 1856 du désert de Retz auprès de la veuve de Bayard, domaine où Frédéric Passy et son épouse passeront une douzaine d’années, consacrées essentiellement à l’éducation de leurs enfants. 
À l'issue d'une campagne qu'il mène dans le journal Le Temps contre une guerre entre la France et la Prusse, il fonde la Ligue de la paix et de la liberté le 21 mai 1867, puis la Société d'arbitrage entre les Nations, ancêtre de l'ONU, en 1870. Il fonde ensuite l'Union interparlementaire en 1889 et facilite le rapprochement entre la France et l'Angleterre.
Il est élu conseiller général de Seine-et-Oise, représentant le canton de Saint-Germain-en-Laye de 1874 à 1898.
En 1877, il est élu à l'Académie des sciences morales et politiques. Il est élu à la chambre des députés aux élections de 1881 et 1885, député du 8e arrondissement de Paris. Battu aux élections de 1889, il s'oppose à la politique colonialiste de Jules Ferry et reste dans les mémoires comme le député qui voulait interdire la guerre. Il est l'auteur d'une loi sur les accidents de travail, favorable aux ouvriers.
Intéressé par les sciences auxquelles il consacre la première partie de sa carrière, il est élu en 1883 président de l’Association Française pour l’Avancement de la Science.
En 1888, à la tête d'une délégation de députés français, il rencontre William Randal Cremer (prix Nobel de la paix en 1903), qui dirige une délégation de députés britanniques. À la suite de cette réunion, un groupe de parlementaires français, britanniques, italiens, espagnols, danois, hongrois, belges et américains fondent l'Union interparlementaire. Frédéric Passy en est un des premiers présidents.
Il est passionné par la pédagogie et n'abandonne jamais sa vocation, sympathisant avec le Belge Paul Otlet (qui sera coauteur du Mundaneum de Bruxelles, vaste projet de pédagogie mondiale), enseignant jusqu'à l'âge de 81 ans et écrivant de nombreux ouvrages. Féministe avant l'heure, il est également favorable à l'abolition de la peine de mort. En matière d'économie, il est un partisan du libre-échange et de l'épargne.
Le 10 décembre 1901, il reçoit conjointement avec le Suisse Henri Dunant, fondateur de la Croix-Rouge, le premier prix Nobel de la paix. En 1903, Élisa Bloch réalise son buste qui est présenté au Salon. La même année, il est promu commandeur de la Légion d'honneur.
Il est l'une des figures tutélaires de la revue L'Œuvre d'art international (1898-1905).
Il est membre de l'Universal Peace Union.
Il est le père de Paul Passy et le beau-père de Charles Mortet.

## Distinctions
- Commandeur de la Légion d'honneur.

## Ouvrages
- Mélanges économiques, Guillaumin, Paris, 1857.
- De la propriété intellectuelle (avec V. Modeste et P. Paillottet), Guillaumin, Paris, 1859.
- Leçons d'économie politique (recueilli par E. Bertin et P. Glaize), Gras, Montpellier, 1861.
- La Démocratie et l'instruction, Guillaumin, Paris, 1864.
- Les Machines et leur influence sur le développement de l'humanité, Hachette, Paris, 1866.
- Malthus et sa doctrine, 1868.
- Histoire du travail : leçons faites aux soirées littéraires de la Sorbonne, Paris, 1873.
- Pour la paix, Charpentier, Paris, 1909.
- Sophismes et truismes, Giard et Brière, Paris, 1910.
- Le Petit Poucet du XIXe siècle, Georges Stephenson et la naissance des chemins de fer. Hachette, Paris, 1910

## Hommage

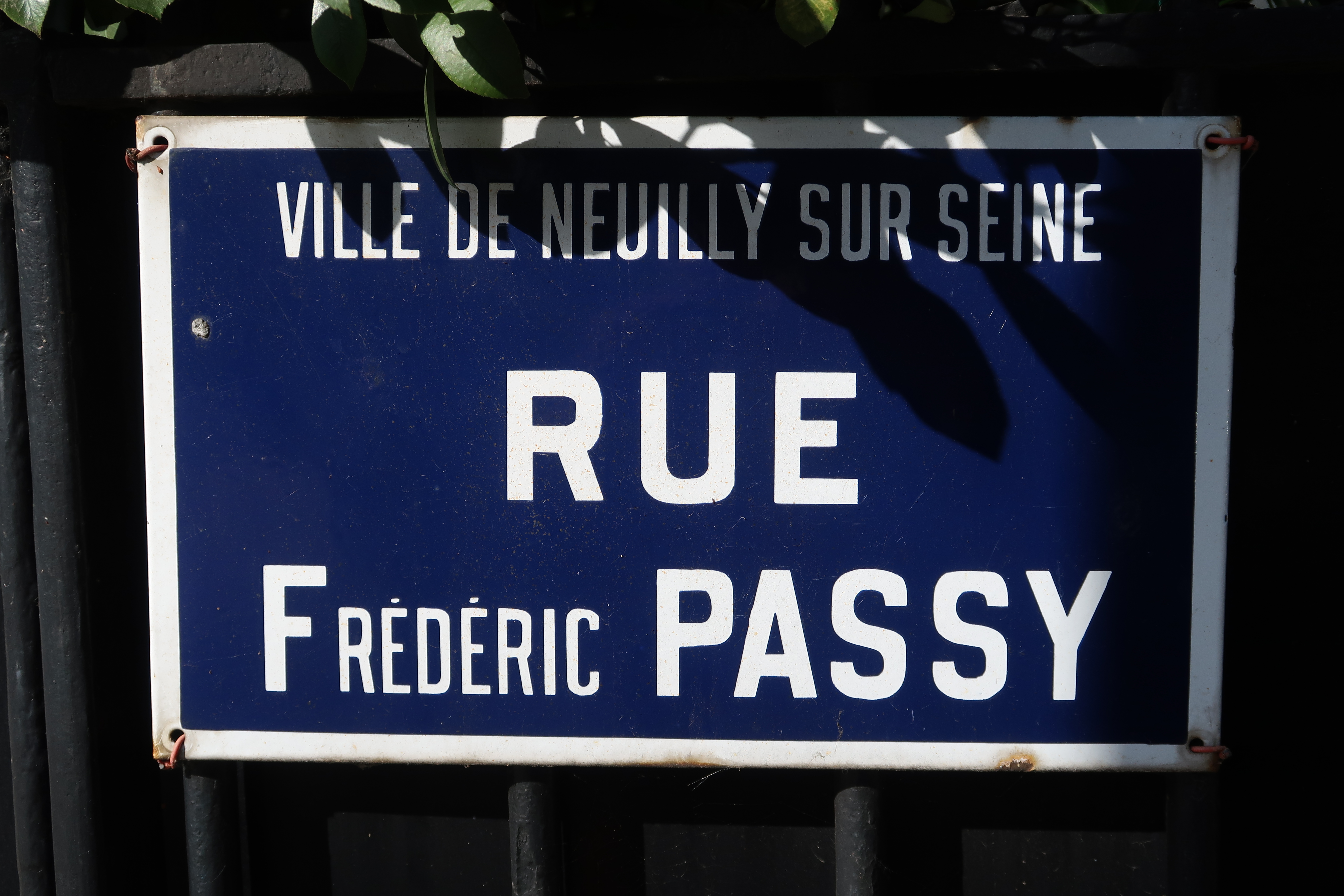
Plaque de la rue Frédéric-Passy à Neuilly-sur-Seine.

- Rue Frédéric-Passy à Neuilly-sur-Seine (Hauts-de-Seine)
- Rue Frédéric Passy à Nice (Alpes-Maritimes)
- École Frédéric Passy à Saint-Germain-en-Laye (Yvelines)
- Emission en 2022 d'un timbre à l’effigie de Frédéric Passy à l’occasion du bicentenaire de sa naissance